# Schlacht bei Bar-sur-Aube
Frühjahrsfeldzug 1813
Lüneburg – Möckern – Halle – Großgörschen – Gersdorf – Bautzen – Reichenbach – Nettelnburg – Haynau – Halberstadt – Luckau
Herbstfeldzug 1813

Großbeeren – Katzbach – Dresden – Hagelberg – Kulm – Dennewitz – Göhrde – Altenburg – Wittenberg – Wartenburg – Liebertwolkwitz – Leipzig – Torgau – Hanau – Hochheim – Danzig
Winterfeldzug 1814

Épinal – Colombey – Brienne – La Rothière – Champaubert – Montmirail – Château-Thierry – Vauchamps – Mormant – Montereau – Bar-sur-Aube – Soissons – Craonne – Laon – Reims – Arcis-sur-Aube – Fère-Champenoise – Saint-Dizier – Claye –  Paris
Sommerfeldzug von 1815

Quatre-Bras – Ligny – Waterloo – Wavre – Paris
Die Schlacht bei Bar-sur-Aube fand am 27. Februar 1814 während des Winterfeldzuges der Befreiungskriege statt zwischen französischen Truppen und der Böhmischen Armee der Koalition, auf deren Seite an diesem Tage Truppen aus Russland, Österreich und Bayern in den Kampf eingriffen.

## Vorgeschichte

### Der Rückzug derBöhmischen Armee
Nach der Schlacht bei Montereau am 18. Februar 1814 hatten sich die Truppen der Böhmischen Armee bis vor Troyes zurückgezogen. Am Abend des 20. Februar 1814 standen ihre Korps auf einer Linie von Fontvannes bis Malmaison. Der Oberbefehlshaber der Böhmischen Armee, der österreichische Feldmarschall Fürst Schwarzenberg, erwog ernsthaft, Napoleons Armee aus dieser Stellung heraus eine Schlacht zu liefern. Hierzu rief er die Schlesische Armee unter Blücher herbei, die mit 48.000 Mann am 21. Februar 1814 in Méry-sur-Seine eintraf.
Am selben Tage traf aber in Schwarzenbergs Hauptquartier ungünstige Nachricht aus dem Süden ein, wo sich die österreichischen Truppen vor Lyon ausnahmslos zurückziehen mussten, nachdem der französische Marschall Augereau dort eine Armee von 38.000 Mann zusammengezogen hatte und zum Vormarsch übergegangen war. Chambéry war bereits wieder in französischer Hand und Genf akut bedroht. Damit waren aber auch die Versorgungs- und Rückzugslinien der Böhmischen Armee durch die Burgundische Pforte gefährdet. Schwarzenberg reagierte, indem er das österreichische Korps Bianchi mit insgesamt 30.000 Mann von Troyes über Dijon an die Rhone sandte, wo es zusätzlich gegen die französische Armee unter Augereau eingesetzt werden sollte. Durch diesen Abgang wurde die Böhmische Armee deutlich geschwächt.
Große Sorge herrschte in Schwarzenbergs Hauptquartier auch darüber, ob es Napoleon selbst wagen würde, mit seiner Armee über Dijon nach Süden durchzubrechen und die Koalitionstruppen von dort einzuschließen.
Solche Überlegungen führten dazu, dass Schwarzenberg am 22. Februar 1814 den weiteren Rückzug bis hinter die Aube und die Aufgabe von Troyes befahl.
Am Morgen des 23. Februar 1814 fand im Quartier des preußischen Königs Friedrich Wilhelm III. eine allgemeine Beratung unter Anwesenheit des Zaren Alexander, des österreichischen Kaisers Franz II. und seiner wichtigsten Minister und des Fürsten Schwarzenberg statt. Schwarzenberg musste wegen der anhaltend rückwärtigen Bewegung der Böhmischen Armee heftige Vorwürfe anhören, konnte sich aber mit seinen Argumenten durchsetzen.

### Der Vormarsch der französischen Armee unter Napoleons Führung und das Gefecht von Méry
Nachdem Napoleon am 19. und 20. Februar 1814 noch in Montereau verblieben war, rückte die französische Armee unter seiner Führung an den folgenden Tagen südlich der Seine wieder nach Osten vor und stand am 22. Februar 1814 mittags bereits in Sichtweite der Stadt Troyes.
Napoleon selbst wollte sein Quartier in Méry-sur-Seine nehmen, wohin er das Korps von Marschall Oudinot dirigiert hatte. Von Norden heranrückend hatte aber das russische Korps des Generals Sacken der Schlesischen Armee bereits den Ort Méry, der überwiegend nördlich des Flusses liegt, besetzt, während das Korps Wittgenstein der Böhmischen Armee nach Villacerf weiter gezogen war.
Am 22. Februar 1814 drangen französische Truppen nach 14:00 Uhr von Südwesten kommend gegen die Seine-Brücke von Méry vor und es entspann sich ein heftiges Gewehrfeuer an der Brücke und über den Fluss hinweg. Zur selben Zeit geriet die Stadt Méry in Brand, wahrscheinlich durch Biwak-Feuer der Russen, die nicht sorgfältig gelöscht worden waren. Kleineren französischen Einheiten gelang es, die Brücke zu überschreiten, sich am Nordufer der Seine festzusetzen und von dort Unruhe unter den anwesenden Truppen der Schlesischen Armee zu stiften, bis sie durch einen Gegenangriff mehrerer Bataillone wieder vertrieben wurden.
Napoleon nahm sein Quartier am Abend im benachbarten Châtres, während das Gewehrfeuer über den Fluss hinweg die ganze Nacht anhielt. Die Truppen beider Seiten litten in diesen Tagen spürbare Not. Es fehlte in der kargen Landschaft an Lebensmitteln ebenso wie an Feuerholz, um sich in den kalten Nächten zu wärmen. Viele Holzhäuser der armen Landbevölkerung wurden in nur einer Nacht verfeuert. Die Kommandeure der Truppenteile mussten ihre Quartiere nachts bewachen lassen, damit ihnen diese nicht über dem Kopfe abgerissen wurden.
Am 23. Februar 1814 wurde das Gefecht von Méry weiter fortgesetzt, nur dass die Russen in Méry durch preußische Scharfschützen ersetzt wurden, denen es gelang, die Franzosen vom gegenseitigen Ufer zu vertreiben. Beide Seiten hatten an beiden Tagen einige hundert Mann verloren.

### Die Einnahme von Troyes durch die französische Armee
Seit dem Morgen des 23. Februar 1814 rückte die französische Armee auf den Straßen von Nogent und Sens auf Troyes zu, das noch von den Koalitionstruppen der Böhmischen Armee gehalten wurde. Bei Fontvannes kam es zu einem kurzen Gefecht zwischen den Österreichern der Leichten Division Liechtenstein und französischer Kavallerie, insgesamt aber zog sich die Böhmische Armee nach Osten hinter die Stadt Troyes zurück. Um 16:00 Uhr erreichten die Franzosen die Wälle der Stadt und forderten die Koalitionstruppen auf, diese zu übergeben, was unverzüglich abgelehnt wurde. Darauf nahmen die Franzosen Troyes unter Artilleriebeschuss und mehrere Stadtteile gerieten in Brand. Drei nächtliche Versuche, die Stadt zu stürmen, misslangen. Dennoch wurde Troyes bis 2:00 Uhr morgens am 24. Februar 1814 von den Koalitionstruppen verlassen; Sie zogen nach Osten ab. Um 3:00 Uhr morgens drangen die ersten Franzosen durch die nun geöffneten Stadttore ein. Napoleon, der die Nacht bereits am Stadtrand verbracht hatte, zog um 11:00 Uhr hinter seinen kaiserlichen Garden in die Stadt ein. Bereits am Vortage hatte er durch Dekret alle, die mit den Koalitionstruppen zusammengearbeitet hatten, mit der Todesstrafe belegt.
Noch am 24. Februar 1814 um 16:00 Uhr nachmittags wurden österreichische Truppen bei Montieramey von der französischen Gardekavallerie angegriffen und erlitten leichte Verluste.
Napoleon verblieb bis zum frühen Morgen des 27. Februars 1814 in Troyes und bekümmerte sich um die Gliederung, Versorgung und Verstärkung seiner Armee. In der Nacht vom 26. auf den 27. Februar 1814 erfuhr Napoleon, dass die Schlesische Armee der Koalition unter dem Befehl Blüchers bereits in der Nacht vom 23. auf den 24. Februar 1814 ihre Stellungen am nördlichen Seine-Ufer verlassen hatte, nach Norden aufgebrochen war und sich in der seither verstrichenen Zeit mehrere Gefechte mit den französischen Korps der Marschalle Mortier und Marmont geliefert hatte. Noch in derselben Nacht fasste Napoleon den Entschluss, Blücher zu folgen, erließ die erforderlichen Befehle und zog bereits am nächsten Tag mit einer Armee von mehr als 30.000 Mann der Schlesischen Armee nach.
Die an der Seine zurückbleibenden französischen Truppen der Marschalle MacDonalds, Oudinots und Gérards stellte er unter den Oberbefehl MacDonalds.

### Der weitere Rückzug derBöhmischen Armee
Am 25. Februar 1814 zog sich die Böhmische Armee der Koalition weiter nach Osten zurück: Die russischen Garden und Reserven bis Colombey-les-Deux-Églises, die anderen Korps bis zur Aube. Hierbei wurden sie von dicht aufgeschlossenen französischen Truppen verfolgt. Am Abend dieses Tages nahmen der russische und der österreichische Kaiser ihr Quartier bereits in Chaumont, während der preußische König in Bar-sur-Aube verweilte.
Am 26. Februar 1814 gingen die russischen Garden und Kürassiere bis Chaumont zurück, die weiteren Korps der Böhmischen Armee überschritten die Aube und bezogen dahinter Stellungen. Ab 10:00 Uhr vormittags befanden sich der preußische König und Fürst Schwarzenberg in Colombey-les-Deux-Églises, wo sie ihre Quartiere eingerichtet hatten. Dort trafen gegen 15:00 Uhr Kuriere ein, die von dem Vormarsch der Schlesischen Armee berichteten und davon, dass die Masse der französischen Armee noch immer bei Méry-sur-Seine und Troyes stünde. Nur zwei französische Korps unter Marschal Oudinot und Marschal MacDonald waren der Böhmischen Armee gefolgt, das erstere entlang der Straße von Troyes nach Bar-sur-Aube, das andere entlang der Seine. Bei keinem der beiden nachfolgenden französischen Korps befand sich Napoleon persönlich.
Auf diese Berichte hin gab Fürst Schwarzenberg geeignete Dispositionen für den folgenden Tag heraus in der Absicht, die herannahenden französischen Truppen zum Gefecht zu stellen.
Am Nachmittag des 26. Februar 1814 erreichte eine französische Division unter Gérard bei Dolancourt 10 Kilometer nordwestlich von Bar-sur-Aube den Fluss, beschoss die Koalitionstruppen, die die Brücke hielten, mit Artillerie und vertrieben sie. Dann räumten die Franzosen die versperrte Brücke frei und ihre Kavallerie zog über die Aube.
Ebenfalls am Nachmittag dieses Tages ging das bayerisch-österreichische Korps unter Wrede in Bar-sur-Aube über den Fluss, zog durch die Stadt und bezog Stellungen entlang der Straßen, die dahinter auf die Höhen hinauf führten. Gegen Abend näherte sich eine Division des französischen Korps Oudinot Bar-sur-Aube, ging dort ebenfalls über den Fluss und legte eine starke Besatzung in die Stadt. Das Gros des Korps Oudinot rückte nach und stand am Abend westlich der Stadt. Einen Versuch der Franzosen, aus der Stadt nach Westen hervorzubrechen, beantworteten die bayerischen Truppen des Korps Wrede mit heftigem Artilleriebeschuss, der einige Brände in der Stadt entfachte, und dem Gegenangriff eines Bayerischen Bataillons, dem es gelang ein Stadttor aufzubrechen und bis in das Stadtinnere vorzudringen, von wo es auch schnell wieder vertrieben wurde. In der Nacht ergab sich dann die Situation, dass die Franzosen im Innern der Stadtmauern fest saßen, die Bayern aber das Gelände davor beherrschten.

## Die Topografie des Gefechtsfeldes
Die Stadt Bar-sur-Aube hatte 1814 etwa 4000 Einwohner. Sie lag ganz auf dem rechten, östlichen Ufer der Aube und war damals noch von einer Stadtmauer mit drei Toren umgeben. Das erste Tor ging nach Norden auf die Straße nach Brienne, das zweite nach Osten auf die Straße nach Colombey-les-Deux-Églises, das dritte nach Westen zur Brücke über die Aube und die Straße, die über Spoy nach Troyes führte.
Von Osten wie von Westen treten Höhenzüge bis an Stadt und Fluss heran, im Westen fast vollständig bewaldet, während die nach Westen geneigten Hänge auf der Stadtseite 1814 noch für Weingärten genutzt wurden, nach französischer Art mit Mauern eingefasst, was es unmöglich machte, in diesem Terrain Kavallerie zu entfalten.
Auf den Hängen östlich der Stadt, die mehrfach durch Taleinschnitte mit sumpfigen Bächen gegliedert waren, sollte sich das Gefecht vom 27. Februar 1814 entwickeln.

## Die Stellungen am Vorabend der Schlacht

### Die Positionen der französischen Truppen
Das Korps Oudinot hatte mit einer Division die Stadt Bar-sur-Aube besetzt. Eine zweite stand dahinter auf dem westlichen Ufer der Aube.
Eine Division Gérards stand bei Dolancourt noch westlich der Aube, um die Brücke zu schützen, alle anderen Truppenteile seines Korps waren über den Fluss gegangen und hatten sich entlang des Flusstales bis Bar-sur-Aube verteilt. Diesen Truppen stand zum Rückzug nur die Brücke bei Delancourt zur Verfügung, da ein Rückzug durch die engen Straßen von Bar-sur-Aube, das im Osten dicht von bayerischen Truppen umstellt war, nicht möglich war. Nur die wenig entschlossene Führung der russischen Truppen machte den Franzosen am Abend der Schlacht die Flucht vom rechten Ufer über die Aube noch möglich.
Insgesamt standen 30.000 Franzosen mit wenigstens 60 Geschütze bereit, die aber nicht alle am nächsten Tage ins Gefecht kamen. Die Not, diese Truppen zu verpflegen und ausreichend zu versorgen, war jedoch so groß geworden, dass viele weitere Geschütze in Magny-Fouchard geblieben waren, da man die Zugpferde zunächst hatte auf die wenigen Weiden dort schicken müssen. So kam es, dass die französischen Truppen in dem Gefecht am 27. Februar 1814 in vorderer Linie nur die berittene Artillerie ihrer Reiterei zur Unterstützung einsetzen konnten, was den Ausgang der Schlacht mitentscheidend beeinflusste.
Das Korps von Marschall MacDonald stand viel weiter südlich an der oberen Seine bis Essoyes mit einer Vorhut in Fontette.

### Die Positionen der Koalitionstruppen
Das bayerisch-österreichische Korps Wrede stand gerade östlich der Stadt im Westen bis an die Stadtmauern heran und im Osten bis in die Taleinschnitte der angrenzenden Höhenzüge hinein. Seine Stärke umfasste 24.000 Mann, davon ein Drittel Österreicher, und 96 Geschütze. Österreichische Truppen dieses Korps hielten die Brücke bei Fontaine besetzt.
Das russische Korps Wittgenstein umfasste 20.000 Mann und 52 Geschütze. Diese hatten die Aube am frühen Morgen des 26. Februar 1814 noch vor den Bayern und Österreichern teils in Bar-sur-Aube, teil in Dolancourt überschritten und biwakierten in der Nacht auf den 27. Februar 1814 auf den Höhen östlich der Aube teils bis Colombey-les-Deux-Églises zurück.
Das württembergische Korps hatte ebenfalls am 26. Februar 1814 die Aube überschritten, teils in Bar-sur-Aube, teils in Fontaine, und ging dann zurück bis Blessonville nahe bei Chaumont. Die Württemberger hielten aber auch noch Laferte-sur-Aube und Châteauvillain besetzt.
Das österreichische Korps Gyulay stand bei Arc-en-Barrois wohin es von Gyé-sur-Seine an den beiden Tagen zuvor marschiert war.

## Die Schlacht bei Bar-sur-Aube am 27. Februar 1814

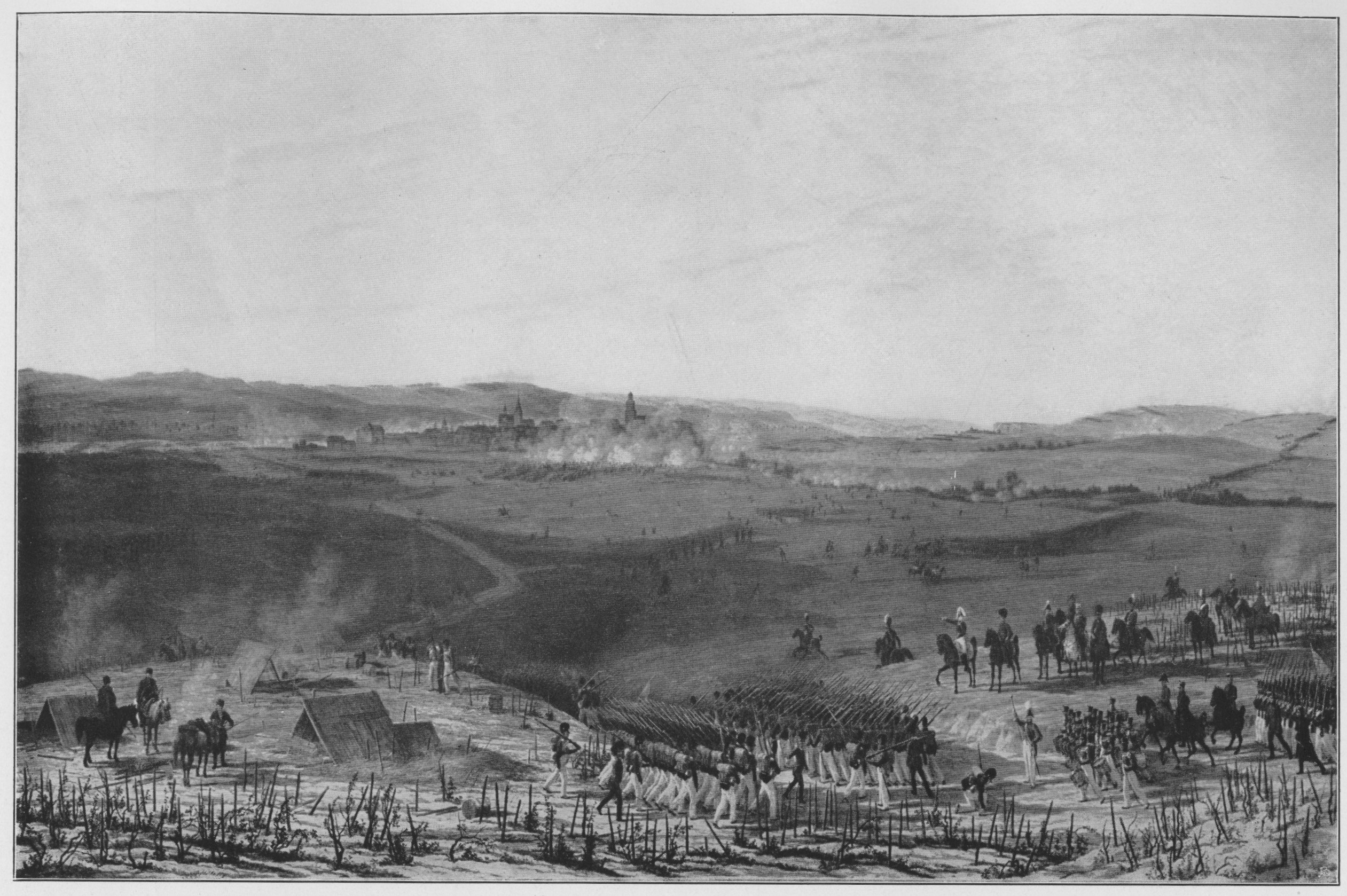
Treffen bei Bar sur Aube 1814, Schlachtengemälde von Wilhelm von Kobell. Auf der Rückseite befindet sich folgende Inschrift: „Bar sur Aube. Dies Gemälde zeigt das bayerische Fußvolk wie es auf seines Feldmarschalls Grafen Wredens Befehl in dem Treffen von bar an der Aube den 27. Hornung 1814 die Bewegung ausführet, die Franzosen vornen und in der Seite sie überflügelnd anzugreifen.“

### Die Gefechte bis 16:00 Uhr
Die Dispositionen des Fürsten Schwarzenberg für den Morgen des 27. Februar 1814 sahen vor, dass sich die am weitesten nördlich stehenden Divisionen des russischen Korps Wittgenstein noch vor Tagesanbruch im Schutze der Dunkelheit in einem nach Norden ausholenden Bogen die Brücke von Dolancourt erreichen und sperren sollten, so dass den französischen Truppen rechts der Aube dort der Rückzug verwehrt wäre.
Als der Tag anbrach erhob sich ein klarer, strahlender Vorfrühlingstag, der Fürst Schwarzenberg anregte, selbst zu Pferde die Eröffnung der Schlacht zu beobachten. Fürst Schwarzenberg fand gegen 8:00 Uhr die Russen beim Frühstück. Als einer der Adjutanten Schwarzenbergs den General Wittgenstein zur Eile ermahnte, bemühten sich die Russen voranzukommen. Im frühen Morgenlicht waren ihre Bewegungen von den Franzosen im Talgrund aber genau zu sehen und die Franzosen reagierten sofort. Damit war dieser Teil des schwarzenbergschen Plans bereits gescheitert.
Als die französischen Generale erkannten, dass ihren Truppen eine Umgehung durch die Russen drohe, reagierten sie in der aggressiven Weise, die ihre Art war: Sie sandten ihre Männer die Weinberge östlich der Stadt hinauf, den Russen entgegen, und ein weiteres starkes Kontingent mit 8 Geschützen zog in die Stadt Bar-sur-Aube ein. Die französische Kavallerie-Division Kellermann überschritt die Aube in einer Furt unterhalb von Bar-sur-Aube und warf sich bald darauf auf die Russen.
Die Franzosen zögerten nicht einen Moment, die russischen Truppen des Korps Wittgenstein auf den Hängen über der Aube anzugreifen, sobald sie diese erreicht hatten. Ihr Angriff brachte ihnen zunächst Erfolg und brachte die Russen, die hierauf noch nicht vorbereitet waren, in solche Unordnung, dass sie begannen, sich zurückzuziehen. Graf Wittgenstein führte persönlich ein russisches Kürassierregiment in den Kampf. Die Kavallerie konnte sich aber in dem für die Pferde schwierigen Gelände aus Weinbergen, die mit Mauern eingefasst waren, nicht entfalten und musste wieder weichen.
Zu dieser Zeit ereignete sich ein Vorfall, der den Feldzug später stark beeinflussen sollte: Graf Wittgenstein wurde durch eine Gewehrkugel am rechten Bein verwundet. Er ließ die Wunde rasch verbinden und blieb den ganzen Tag auf seinem Posten. Solches war ihm aber in der Folge nicht mehr möglich und er wurde einige Tage später durch Rajewski ersetzt, der von beiden der wesentlich diszipliniertere und durchsetzungsstärkere Offizier war.
Es waren österreichische Stabsoffiziere des Fürsten Schwarzenberg, die zunächst 2 schwere russische Geschütze heranbrachten, deren Feuer den Franzosen, die ohne Artillerie-Unterstützung blieben, schwere Verluste zufügte und sie bald zum Rückzug zwang. Zwei weitere Geschütze halfen, den Russen Raum zu schaffen und einen französischen Gegenangriff zu verhindern.
Wenig später griffen die Franzosen weiter im Nord-Westen von Ailleville gegen die Höhen von Levigny an. Auch hier konnten sie bei zwei Versuchen gegen das Feuer von insgesamt 40 russischen Geschützen nicht durchdringen. Die französische Kavalleriedivision Kellermann, die hier mit angriff, verlor im Geschützfeuer 400 Pferde.
In der Zwischenzeit hatten Graf Wittgenstein und Fürst Schwarzenberg ihre Pläne unter dem Zwang der Ereignisse geändert und den russischen Truppen, die noch auf dem Marsch zur Brücke bei Dolancourt waren, die Umkehr befohlen. Sehr bald wurden auch diese zwischen Arsonval und Vernonvilliers von französischen Truppen angegriffen, denen auch hier die Artillerie fehlte und die sich schließlich aus dem Feuer der russischen Geschütze zurückziehen mussten.
Die russische Division des Prinzen Eugen von Württemberg, die an dieser Stelle in das Gefecht verwickelt war, hatte keine eigene Kavallerie, zu ihrer Unterstützung. Dieser Umstand ermöglichte den Franzosen einen weiteren Angriff, bei dem sie von einer Kavallerie-Einheit unter General Saint-Germain unterstützt wurden. Wieder war es die überlegene russische Artillerie, die wesentlich dazu beitrug, auch diesen Angriff zurückzuschlagen.
Als aber die russischen Kavalleristen, die unter Graf Pahlen als Vorhut des Korps Wittgenstein am weitesten nach Nord-Westen auf Dolancourt vorgestoßen war, ebenfalls zurückgekehrt war, konnten die Russen erstmals einen Vorstoß von Nord-Westen nach Süd-Osten, die Aube aufwärts, vornehmen. Sie trafen aber sofort auf die französische Division Rottembourg, die ein weiteres Vorrücken der Russen verhinderte.
Fürst Schwarzenberg nutzte die Zeit und ordnete eine Division des bayerisch-österreichischen Korps Wrede ab, das die russischen Truppen unterstützen und verstärken sollte. Es war bis 16:00 Uhr zur Stelle.

### Die Gefechte ab 16:00 Uhr
Gegen 16:00 Uhr befahl Fürst Schwarzenberg seinen Truppen den Angriff: Das russische Korps Wittgenstein, verstärkt durch eine österreichische Division, hatte gegen die französischen Linien östlich der Aube und das bayerisch-österreichische Korps Wrede gegen die Stadt Bar-sur-Aube vorzugehen.

#### Die Kämpfe am rechten Ufer der Aube
Dem Ansturm des verstärkten Korps Wittgenstein hielten die französischen Truppen nicht stand. Diejenigen Geschütze, die ihnen zur Verfügung standen, hatten sie entlang der Straße von Bar-sur-Aube nach Arsonval in Stellung gebracht und ihr Feuer ermöglichte es den meisten Franzosen, sich noch über die Brücke vor Dolancourt zurückzuziehen.
Als es bereits dunkel war, kam Graf Pahlen mit seinen russischen Truppen bei Arsonval in Schussweite der französischen Nachhut, darunter Reiter Kellermanns. Er ließ seine berittene Artillerie das Feuer auf die abziehenden Franzosen eröffnen und sandte ihnen dann seine Kavallerie nach. Die Franzosen gerieten in große Unordnung, versuchten einen schwachen Gegenangriff und wandten sich dann zur Flucht. Diejenigen unter ihnen, die nicht mehr glaubten die Brücke erreichen zu können, versuchten durch den Fluss zu schwimmen. Viele von diesen ertranken, viele fielen den Kosaken in die Hände. Graf Pahlen konnte die Brücke bei Delancourt besetzen und sandte den Franzosen, die in der Dunkelheit auf der Straße nach Vendeuvre abzogen, seine Reiter nach.

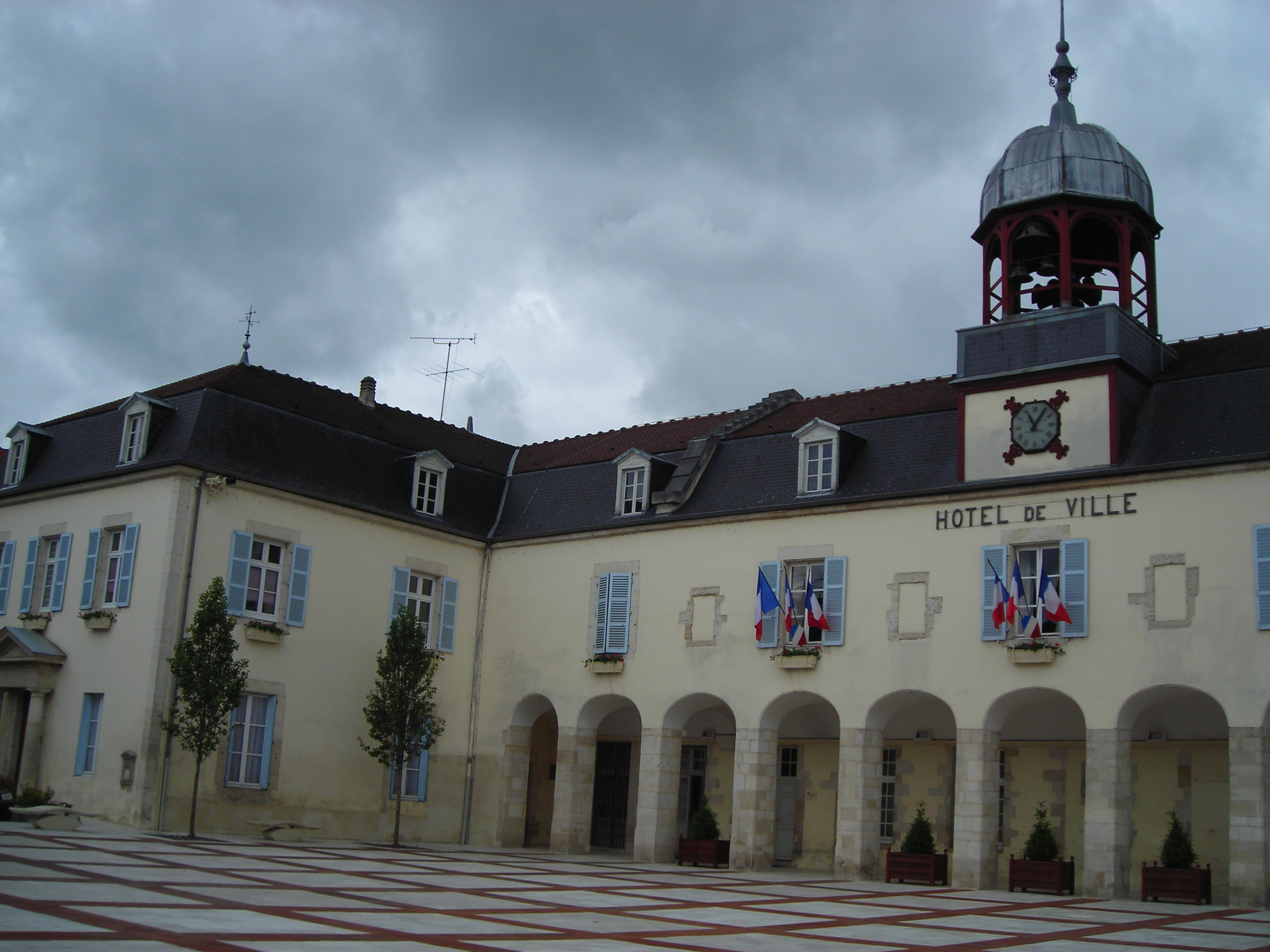
Das Rathaus in Bar-sur-Aube

#### Die Kämpfe um die Stadt
Die Bayern unter General Wrede griffen die Stadt Bar-sur-Aube entschlossen von Osten an, aber diese wurde nicht weniger entschlossen von den Franzosen verteidigt. Einige Zeit des Kampfes verging ehe die Bayern eines der Stadttore erstürmen und aufbrechen konnten. Nun drangen die Koalitionstruppen in die Stadt ein, wo ein heftiger Häuserkampf entbrannte, bei dem Einwohner der Stadt auf der Seite ihrer Truppen mitkämpften.
Erst als bekannt wurde, dass sich die französischen Truppen außerhalb der Stadt über die Aube zurückzogen, begann auch die französische Besatzung der Stadt ihren Rückzug über den Fluss. Ehe es ihr gelungen war, über die einzige Brücke zu entkommen, wurde diese von einem bayerischen Regiment im Sturm erobert und alle französischen Soldaten, die nun in der Stadt fest saßen, mussten sich ergeben, da für sie keine Möglichkeit mehr bestand, zu entkommen.
Die Stadt Bar-sur-Aube hatte schweren Schaden erlitten und mancher Straßenzug war verwüstet.

Die Champagne an der oberen Aube

## Die Bewegungen der weiteren Korps derBöhmischen Armeeam 27. Februar 1814
Da Fürst Schwarzenberg die Stärke und Position des französischen Korps MacDonald nicht genau kannte, hatte er bereits am Vortage, dem 26. Februar 1814, angeordnet, dass sich das österreichische Korps unter Gyulay und das württembergische Korps in der Richtung auf Bar-sur-Seine vorrücken sollten, um dem genannten französischen Korps entgegenzuziehen.

### Die Bewegung des österreichischen Korps Gyulay
Das österreichische Korps Gyulay zog am 27. Februar 1814 aus der Gegend von Arc-en-Barrois nach Westen an die obere Aube und besetzte dort alle Brücken von Gevrolles, Montigny-sur-Aube, Vexaulles-sur-Aube und Boudreville und das rechte Ufer des Flusses zwischen diesen Orten. Eine Abteilung sandte Gyulay den Fluss hinab bis Laferte-sur-Aube und zur Erkundung eine weitere über die Aube bis Riel-les-Eaux nahe der Ource.

### Die Bewegung des württembergischen Korps
Das württembergische Korps zog ebenfalls an die obere Aube und besetzte das rechte Flussufer von Clairvaux bis Laferte-sur-Aube. Bei dem letzteren Ort überschritten die Württemberger den Fluss und besetzten die Stadt. Dann sandte Kronprinz Wilhelm einen starken Trupp Kosaken, der ihm zur Verfügung stand, weiter nach Westen bis Fontette, wo diese auf französische Reiter der Kavallerie-Division Milhaud trafen. Die Franzosen griffen sofort an, und die Kosaken mussten wieder zurückweichen.

## Die Bewegungen des französischen Korps MacDonald
Marschall MacDonald befahl am Morgen des 27. Februars 1814 seinen Truppen den Vormarsch auf Laferte-sur-Aube. Schon vor der Stadt trafen sie auf württembergische Verbände, die sich angesichts der großen Streitmacht der Franzosen immer weiter zurückzogen. Kronprinz Wilhelm wünschte kein Gefecht mit einem Fluss im Rücken und seine Truppe zogen sich folgerichtig aus der Stadt über die Aube nach Osten zurück und machten zuletzt die Brücke unpassierbar, indem sie den Belag von der Brücke nahmen.
Die Franzosen besetzten alsbald Laferté unter dem Feuer der württembergischen Artillerie, die am anderen Ufer der Aube aufgefahren war. Eine steinerne Brücke in Silvarouvres wurde von den Franzosen ebenfalls besetzt, aber nicht zerstört.
In seinen Stellungen an der Aube verblieb das Korps MacDonald bis zum nächsten Tage. Seine Stärke wird mit 18.000 Mann angegeben. Am Morgen des 28. Februar 1814 wollte Marschall MacDonald mit seinen Männern links der Aube nach Norden auf Bar-sur-Aube vorzurücken, doch überall stießen sie bereits auf Koalitionstruppen der Böhmischen Armee, woraus Marschall MacDonald den Schluss zog, dass auch Bar-sur-Aube von diesen besetzt sei. Daraufhin versuchte er mit seinen Truppen über Vitry-le-Croisé nach Vendeuvre zu gehen in der richtigen Einschätzung, dass Marschall Oudinot sich mit seinen Truppen dorthin zurückgezogen haben würde.

## Die Gefechte am 28. Februar 1814
Am Vormittag des 28. Februar 1814 marschierten die Württemberger nach einigem Abwarten rechts der Aube nach Clairvaux und überschritten dort den Fluss, denn es stand ihnen keine andere Brücke mehr zur Verfügung. Dann stellten sie sich vor Champignol zum Gefecht auf. Ein Departement der Württemberger hatte zu dieser Zeit bereits Vitry-le-Croisé erreicht. Daher sah Marschall MacDonald den Weg nach Vendeuvre verlegt. Er orientierte sich sofort mit seinem Korps weiter südwestlich und bezog nun zwischen Saint-Usage und Fontette eine günstige Gefechtsposition. So kam es, dass sich Württemberger und Franzosen in der Abenddämmerung auf 7 Kilometer Entfernung gegenüberstanden. Aber keine der beiden Seiten wagte noch einen Angriff, nur die württembergische Artillerie beschoss die französischen Stellungen bis tief in die Nacht hinein.
Das Korps Gyulay war angewiesen worden, rechts der Aube über den Ort Créancey nach Norden zu ziehen und gegenüber Laferté-sur-Aube Stellung zu beziehen, dort wo noch am Morgen die Württemberger gestanden hatten. Das Wetter war schlecht und die Wege aufgeweicht, so dass die Österreicher nur langsam vorankamen und erst um 14:00 Uhr ihre Position vor Laferté erreichten. Um 16:00 Uhr befahl Gyulay den Angriff auf die steinerne Brücke von Silvarouvres. Unter deutlichen Verlusten mussten die Österreicher die Barrieren von der Brücke räumen, ehe sie das andere, linke Ufer der Aube stürmen konnten. Von dort vertrieben sie die Franzosen bis über das Dorf Villars-en-Azois hinaus nach Westen in die Wälder.
Vor Laferté war es zu einem Artillerie-Duell gekommen. Als die österreichischen Geschütze die Oberhand gewannen, befahl Gyulay den Sturm über die Holzbrücke, die die Württemberger am Tage zuvor abgedeckt hatten. Die ersten Österreicher mussten auf den blanken Längsbalken über den Fluss balancieren, bis nachrückende Truppen wieder einen Belag auf die Brücke aufgebracht hatten, über den auch Pferde und Geschütze nachfolgen konnten.
Am Abend hatten die Österreicher Laferté besetzt und sandten Truppen aus, um mit den Württembergern in Kontakt zu treten. Etwa um diese Zeit erfuhr MacDonald endlich durch Kuriere vom Verlauf und Ausgang des Gefechts bei Bar-sur-Aube am Vortage. Er beschloss sofort den Rückzug und in der Dunkelheit der Nacht zogen die Franzosen nach Bar-sur-Seine ab. Die Württemberger bemerkten die Bewegung und sandten den Franzosen ihre leichte Kavallerie nach, die unter denjenigen, die sich nicht schnell genug absetzen konnte, Gefangene machten.
Beide Seiten verloren an diesem Tage etwa 600 Mann.

## Die folgenden Tage
Am 1. März 1814 rückten das württembergische Korps und das österreichische Korps Gyulay der Böhmischen Armee weiter nach Westen bis an die Seine und besetzten in weitem Bogen das rechte Ufer des Flusses gegenüber der Stadt Bar-sur-Seine. In der Nacht ließ Marschall MacDonald alle Seine-Brücken zerstören oder unbrauchbar machen, was aber insbesondere bei den steinernen Brücken nicht vollständig gelang.
Am Vormittag des 2. März 1814 konnten sowohl die Österreicher südlich von Bar-sur-Seine wie auch die Württemberger nördlich der Stadt eine Brücke erobern und den Übergang über den Fluss erzwingen. Bar-sur-Seine war damals von einer Mauer umgeben, innerhalb derer sich Franzosen unter General Brayer zur Verteidigung festgesetzt hatten. Den Österreichern gelang es bald, eines der Stadttore zu sprengen, worauf sich die französischen Truppen zur Flucht wandten. Nicht wenige von ihnen wurden noch gefangen genommen. Im Schutze der Dunkelheit zog das Korps MacDonald links des Seine nach Troyes ab. Die Koalitionstruppen hatten an diesem Tage 500 Mann verloren, die Franzosen eher mehr, wenn man die Gefangenen mitzählt.
Marschall Oudinot hatte sich mit seinen Truppen in den Tagen seit dem 27. Februar 1814 bis vor Troyes zurückgezogen. Am 3. März 1814 kam es zu ernsthaften Gefechten um die Brücken über die Barse. Jedoch Marschall MacDonald, dem Napoleon das Oberkommando übertragen hatte, war in diesen Tagen ebenso wie Marschall Oudinot erkrankt und beschloss, mit seiner ganzen Armee, die etwa 30.000 Mann Infanterie und 10.000 Mann Kavallerie umfasste, bis Nogent-sur-Seine zurückzugehen. MacDonald selbst begründete diese Entscheidung damit, dass die Verbindung zu der französischen Armee unter Napoleon im Norden durch die Böhmische Armee bedroht gewesen sei.
So kam es, dass die Koalitionstruppen am 4. März 1814 wieder in Troyes einziehen konnten. Danach gönnte Fürst Schwarzenberg seiner Böhmischen Armee eine Ruhepause von 8 Tagen bis zum 12. März 1814, in der sich die Korps nicht mehr bewegten. In der Zeit also, in der die Schlesische Armee unter Blücher in der Picardie gegen den von Napoleon persönlich geführten Teil der französischen Armee die blutigsten Schlachten des gesamten Feldzuges schlug, blieb die Böhmische Armee bewegungslos liegen und griff die Franzosen nicht mehr an.